# American School for the Deaf
Die American School for the Deaf (ASD) (gegründet unter dem Namen  American Asylum for the Deaf) ist eine Schule für gehörlose und hörbehinderte Schüler in den Vereinigten Staaten. Sie ist die älteste bestehende Schule dieser Art in Nordamerika und wurde im April 1817 von Thomas Hopkins Gallaudet and Laurent Clerc in West Hartford, Connecticut, gegründet, wo sie sich noch heute befindet.

## Schulisches Angebot
Die Schulzweige der ASD umfassen die Elementary School, Junior High School und Senior High School sowie eine Sonderschule (Positive Attitudes Concerning Education and Socialization, PACES). Im Unterricht wird Lautsprache und Gebärdensprache (American Sign Language, ASL) eingesetzt.
Neben dem Bildungsangebot betreibt die ASD Öffentlichkeitsarbeit auf dem Gebiet der Gehörlosigkeit und Hörbehinderung und verschiedene sozialpädagogische und medizinische Beratungsprogramme und Dienstleistungsangebote. Zur Schule gehört ein Museum mit Sammlungen zur Geschichte der ASD.
Für den Bereich Sport ist die American School for the Deaf Mitglied in den Organisationen New England Preparatory School Athletic Council (NEPSAC) und Eastern Schools for the Deaf Athletic Association

## Geschichte

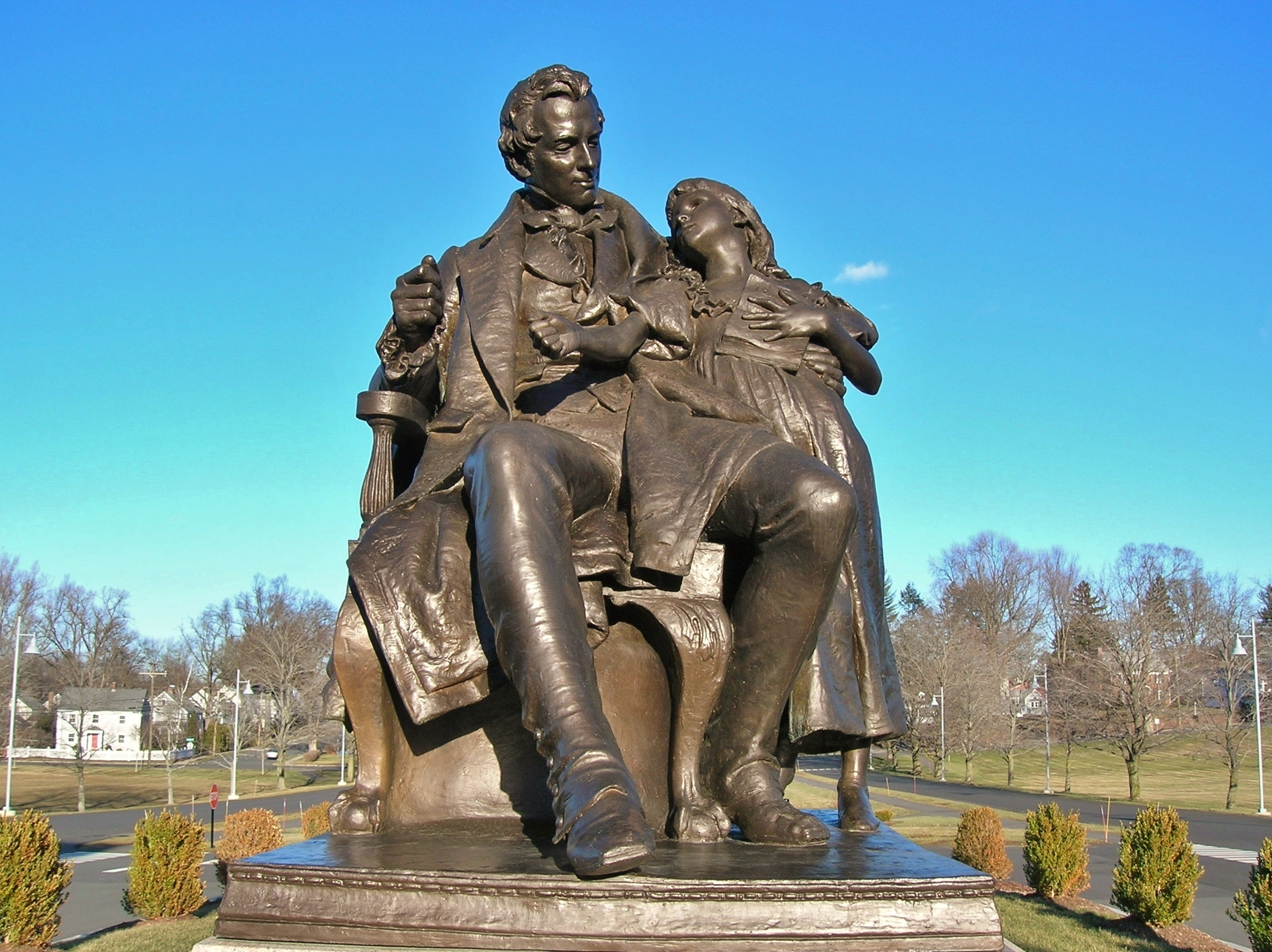
Gallaudet Memorial von Daniel Chester French (1925) an der American School for the Deaf

1807 begann der in Hartford ansässige Arzt Mason Fitch Cogswell, ausgelöst durch eine krankheitsbedingte Ertaubung seiner Tochter Alice, sich um die angemessene Förderung von Gehörlosen zu bemühen. Eine 1812 durchgeführte Erhebung zeigte, dass es allein in Connecticut eine beachtliche Zahl gehörloser Menschen ohne Schulbildung gab. Cogswell sah dringenden Handlungsbedarf hinsichtlich der Etablierung einer speziell auf die Bedürfnisse Gehörloser und Hörbehinderter abgestimmten Schulbildung. Zusammen mit weiteren prominenten Bürgen vor Hartford sammelte er 1815 Geld, um dem Geistlichen Thomas Hopkins Gallaudet, einem Sohn aus der Nachbarschaft, der Alice bereits ein paar Worte hatte schreiben lehren können, eine Reise nach Europa zu finanzieren. Gallaudet sollte dort nach Unterrichtsmethoden für gehörlose Kinder forschen.
In London lernte Gallaudet den gehörlosen Franzosen Laurent Clerc kennen, der am Nationalinstitut für taube Kinder in Paris unterrichtete und dabei die Gebärdensprache einsetzte. Nach einem Aufenthalt am Nationalinstitut in Paris kehrte Gallaudet in Begleitung von Clerc  nach Hartford zurück; beide gründeten, nachdem sie auf einer Reise durch ganz Neuengland Unterstützungsgelder gesammelt hatten, 1817 das Connecticut Asylum for the Education and Instruction of Deaf and Dumb Persons im Gebäude des „Old City Hotel“ in der Main Street. Alice Cogswell war eine der ersten Schülerinnen. Clerc unterrichtete als erster Lehrer bis 1858 an der Schule, Gallaudet wirkte bis 1830 als Direktor. 1921 zog die Schule um an ihren heutigen Standort in der North Main Street.

## Campus
Auf dem Gelände der Schule befinden sich zusätzlich zu den Gebäuden der ASD das Gehörlosen-Nationaltheater (National Theatre of the Deaf), eine Montessori-Schule (Montessori School of Greater Hartford) und eine Tageseinrichtung für lernbehinderte Kinder (The Learning Incentive, Inc.)